# 마케도니아 문학
마케도니아 문학은 9세기에 정통문학과 더불어 탄생되었다. 그 후 16세기에 고대교회 슬라브어와 일상어가 융합되면서 대중적인 다마스쿠스 문학이 발달하였다. 이 문학은 근대 마케도니아어로 씌어진 책이 처음 출판된 19세기 초까지 지속되었다. 19세기 초의 마케도니아 문학은 중세 클레멘트파(派)의 종교적 계몽운동을 충실히 모방한 것이었으며 독창적인 분야는 민속문학뿐이었다. 나중에 콘스탄티 밀라디노프가 독창적인 서정시를 썼으며, 동생 미디트리예와 함께 전설집과 민요집을 편찬하여 마케도니아 민족문학 발전에 크게 이바지하였다. 제2차 세계대전이 끝난 뒤, 유고슬라비아 공산정부가 마케도니아어를 공식으로 인정하자, 블라제 코녜스키를 중심으로 마케도니아어를 공식 문자언어로 표준화하는 작업이 이루어졌다. 민족의식과 그 표현을 별개의 문화적 주체성으로 보호하려고 하였던 마케도니아인들은, 전쟁이 끝난 뒤 고유언어로 글을 쓰고, 책을 펴낼 수 있는 자유를 얻자 수많은 문인을 배출하였다. 대표적 시인은 아초 쇼포프, 슬라프코 야네프스키 등이며, 콜레차슐레와 토메 아르소프스키 같은 새로운 극작가들이 연극계에 활기를 주었다.

## 같이 보기
- 마케도니아어